# Jonsberg
Jonsberg är kyrkbyn i Jonsbergs socken i Norrköpings kommun i Östergötlands län. Den ligger vid en vik av Östersjön och vid länsväg 209 och invid säteriet Jonsbergs gård.
I byn återfinns Jonsbergs kyrka.